# Премия Пибоди
Премия Джорджа Фостера Пибоди (англ. George Foster Peabody Awards сокращенно Peabody Awards или Peabodys)— ежегодная международная премия за выдающийся вклад в радио и телевидение. Отмечает достижения в области вещательной журналистики, создания документальных фильмов, образовательных, развлекательных и детских программ. Впервые была вручена в 1941 году и является одной из старейших премий в массмедиа.
Идею создания премии предложил Ламбдин Кей — один из руководителей радио WSB в Атланте. Премия названа в честь бизнесмена и филантропа Джорджа Фостера Пибоди, который пожертвовал средства на реализацию премии. Премия вручается Колледжем журналистики и массовой коммуникации имени Генри Грэди при Университете Джорджии.
Премия Пибоди первоначально вручалась только за заслуги в области радио, но с 1948 года начала вручаться и в области телевидения. В конце 1990-х годов была добавлена категория Всемирной паутины.
В 2013 году BBC Cymru Wales была награждена институциональной Peabody Award за Доктор Кто. Награду получали Мэтт Смит и Дженна Коулман.